# Hystrix duthiei
Hystrix duthiei är en gräsart som först beskrevs av Otto Stapf, och fick sitt nu gällande namn av Norman Loftus Bor. Hystrix duthiei ingår i släktet Hystrix och familjen gräs. Inga underarter finns listade i Catalogue of Life.

## Bildgalleri

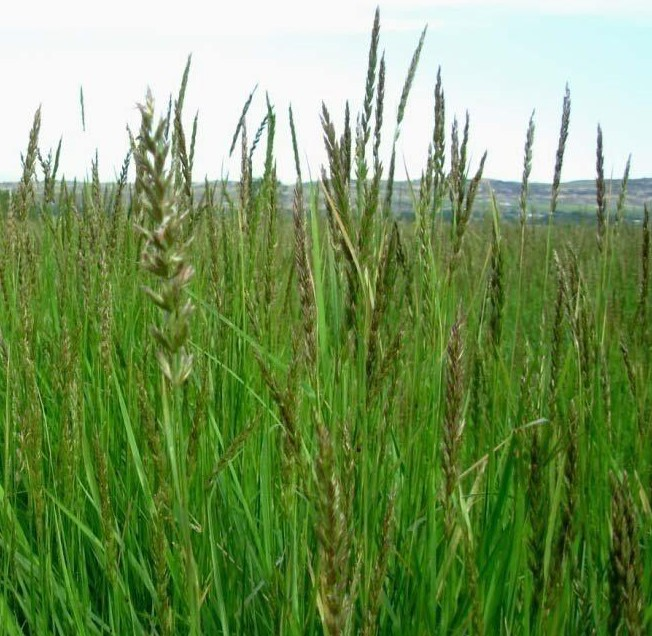
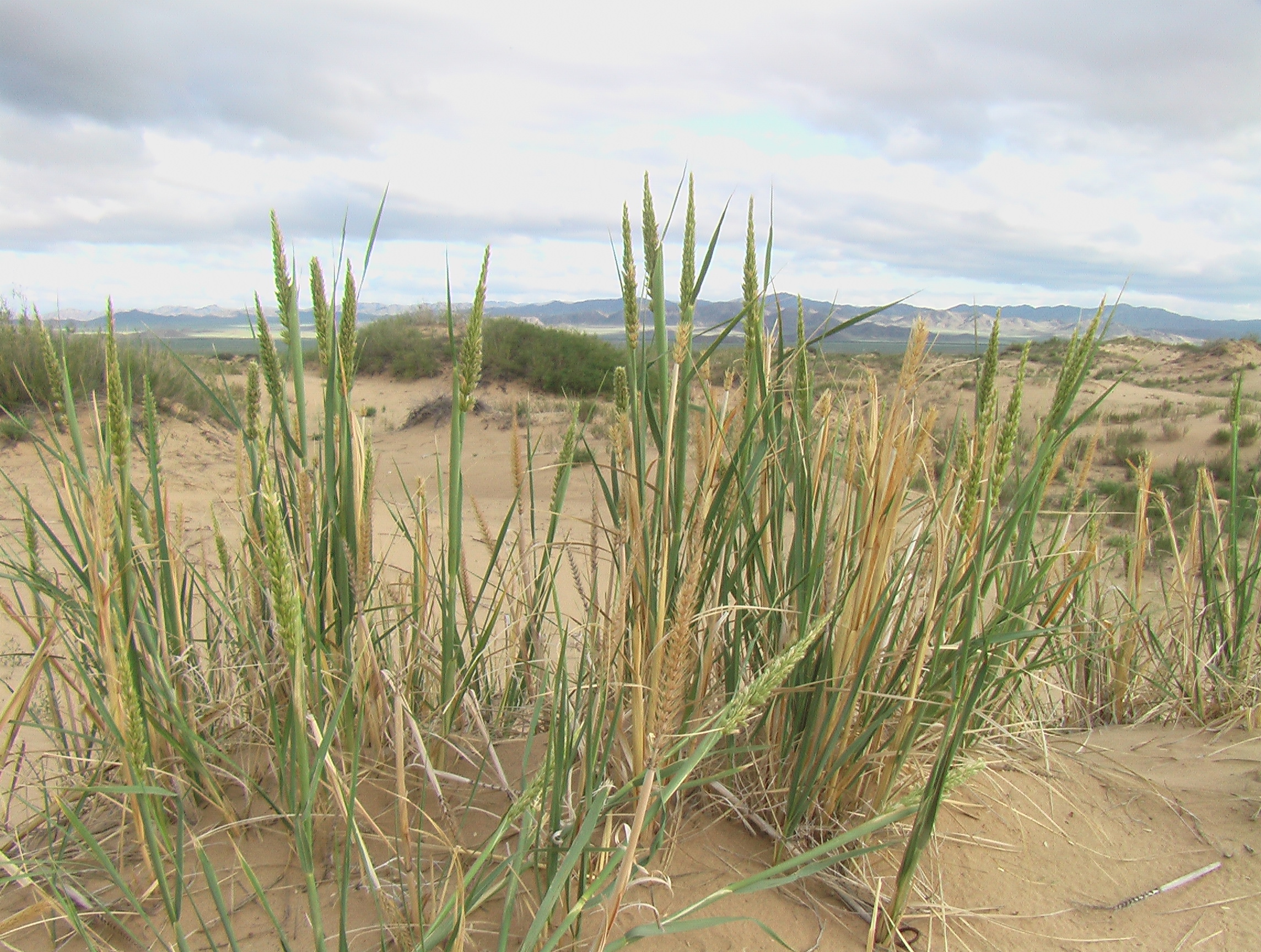